# Oberwesel
Oberwesel är en stad i Rhein-Hunsrück-Kreis i det tyska förbundslandet Rheinland-Pfalz. Oberwesel består av fyra stadsdelar: Kernstadt Oberwesel, Engehöll, Dellhofen och Langscheid och har cirka 2 900 invånare.
Staden ingår i kommunalförbundet Verbandsgemeinde Hunsrück-Mittelrhein tillsammans med ytterligare 32 kommuner.

## Sevärdheter i urval
- Schönburg, borg från 1100-talet
- Mutter-Rosa-Kapelle, gotiskt kapell från 1200-talet
- Liebfrauenkirche, gotisk kyrka med anor från 1200-talet
- St.-Martins-Kirche, gotisk kyrka från 1300-talet
- Minoritenkloster, ruin efter en franciskankyrka från 1200-talet

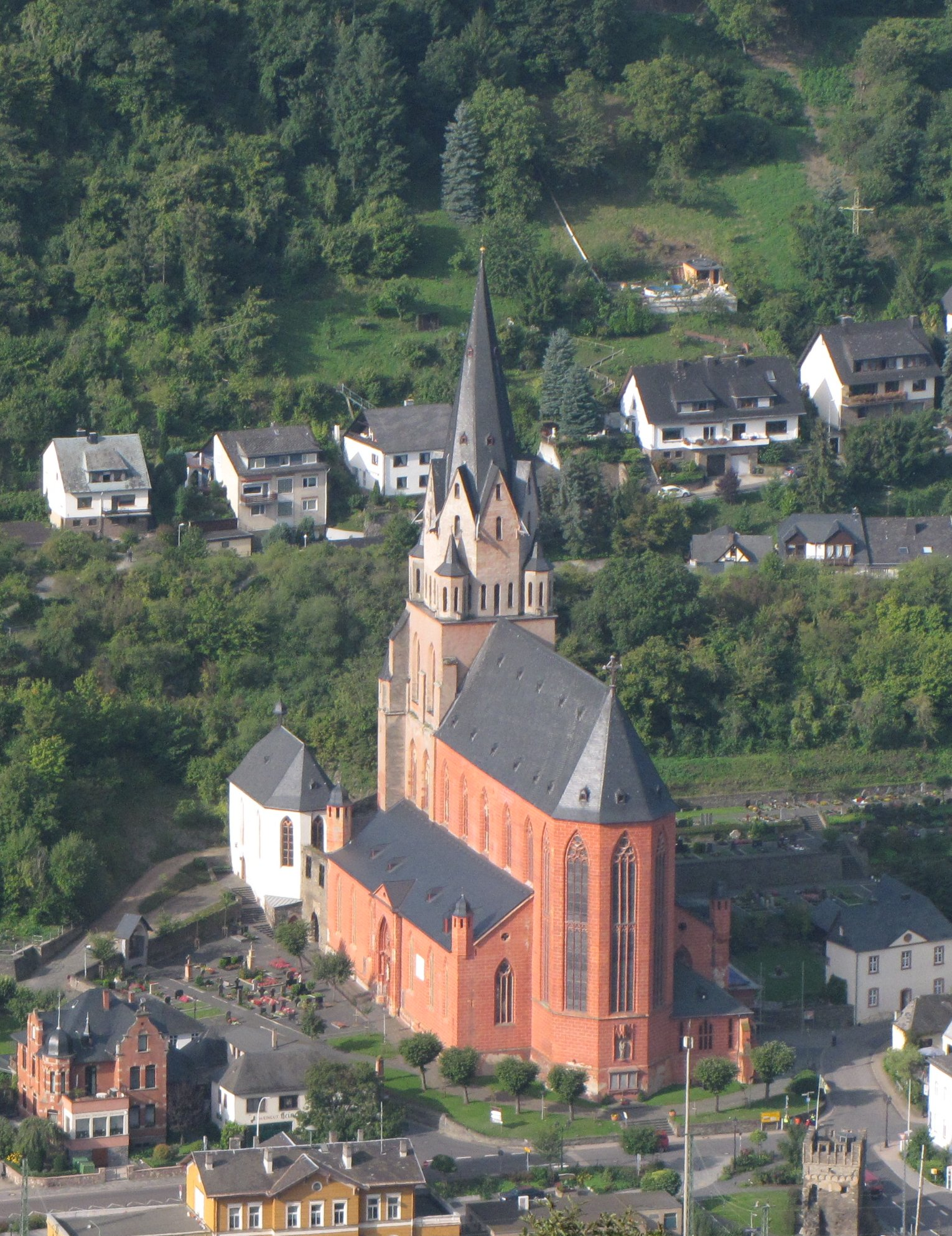
Liebfrauenkirche
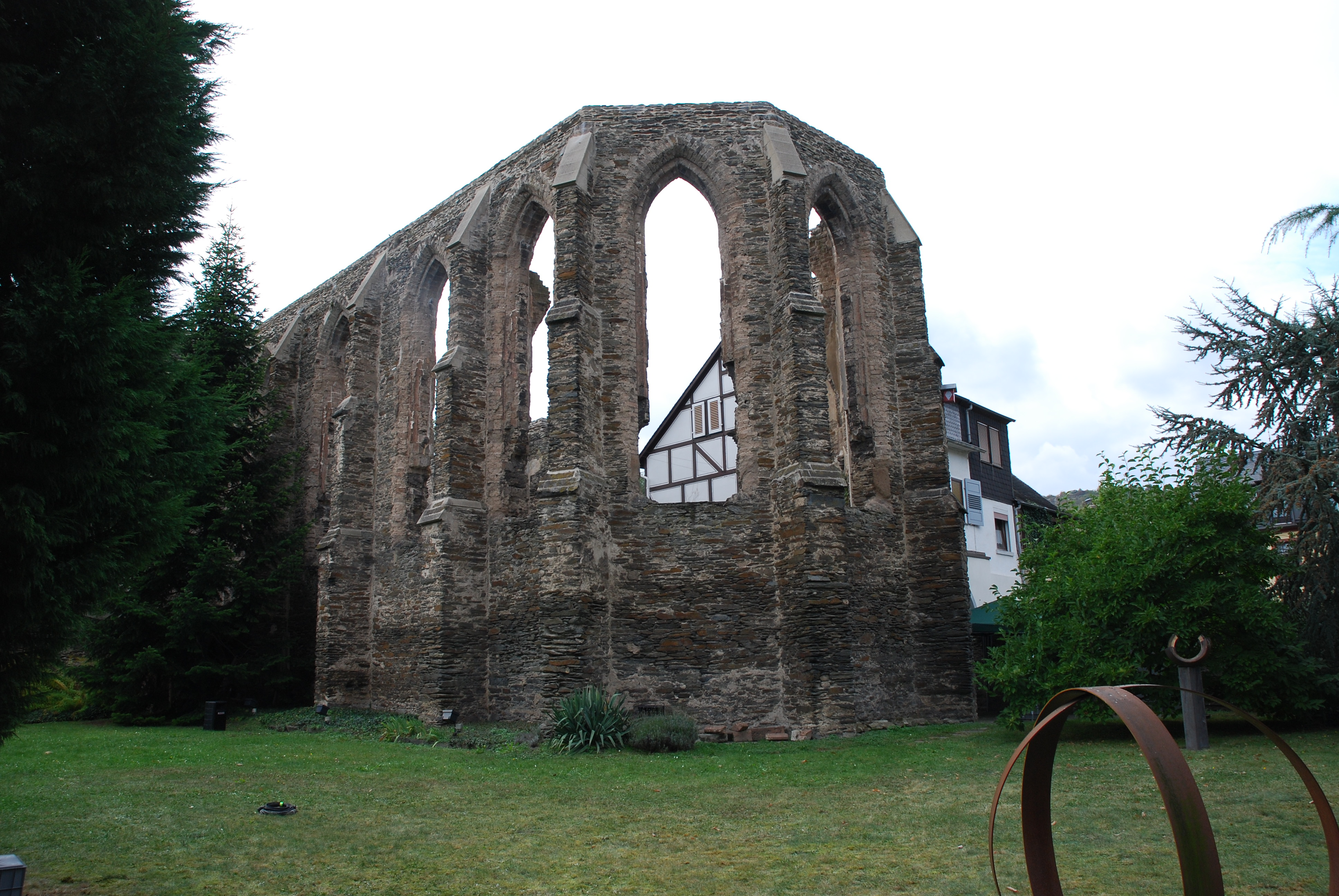
Minoritenkloster